# Mesonychidae
Mésonychidés
Famille
Genres de rang inférieur
- † Ankalagon Van Valen[3], 1995
- † Dissacus Cope[4], 1881
- † Guilestes Zheng et Chi[5], 1978
- † Harpagolestes Wortman[6], 1901
- † Hessolestes Peterson[7], 1931
- † Hukoutherium Chow et al.[8], 1973
- † Jiangxia Zhang et al., 1979
- † Mesonyx Cope[9], 1871
- † Mongolestes (Szalay & S. J. Gould)[10], 1966
- † Mongolonyx (Szalay & S. J. Gould)[10], 1966
- † Pachyaena Cope, 1874
- † Sinonyx Zhou et al.[3], 1995
- † Synoplotherium Cope[11], 1872
- † Yantanglestes  Ideker et Yan 1980 [12], 1980

Les Mesonychidae (mésonychidés en français) sont une famille éteinte de mammifères carnivores de taille moyenne à grande, ressemblant vaguement aux loups actuels. Ils appartiennent  au clade ou ordre des Mesonychia ou mésonychiens. Ils ont vécu au début du Cénozoïque, du Paléocène inférieur à l'Oligocène inférieur, il y a environ entre 63 et 28 Ma (millions d'années).

## Liste des genres et des espèces

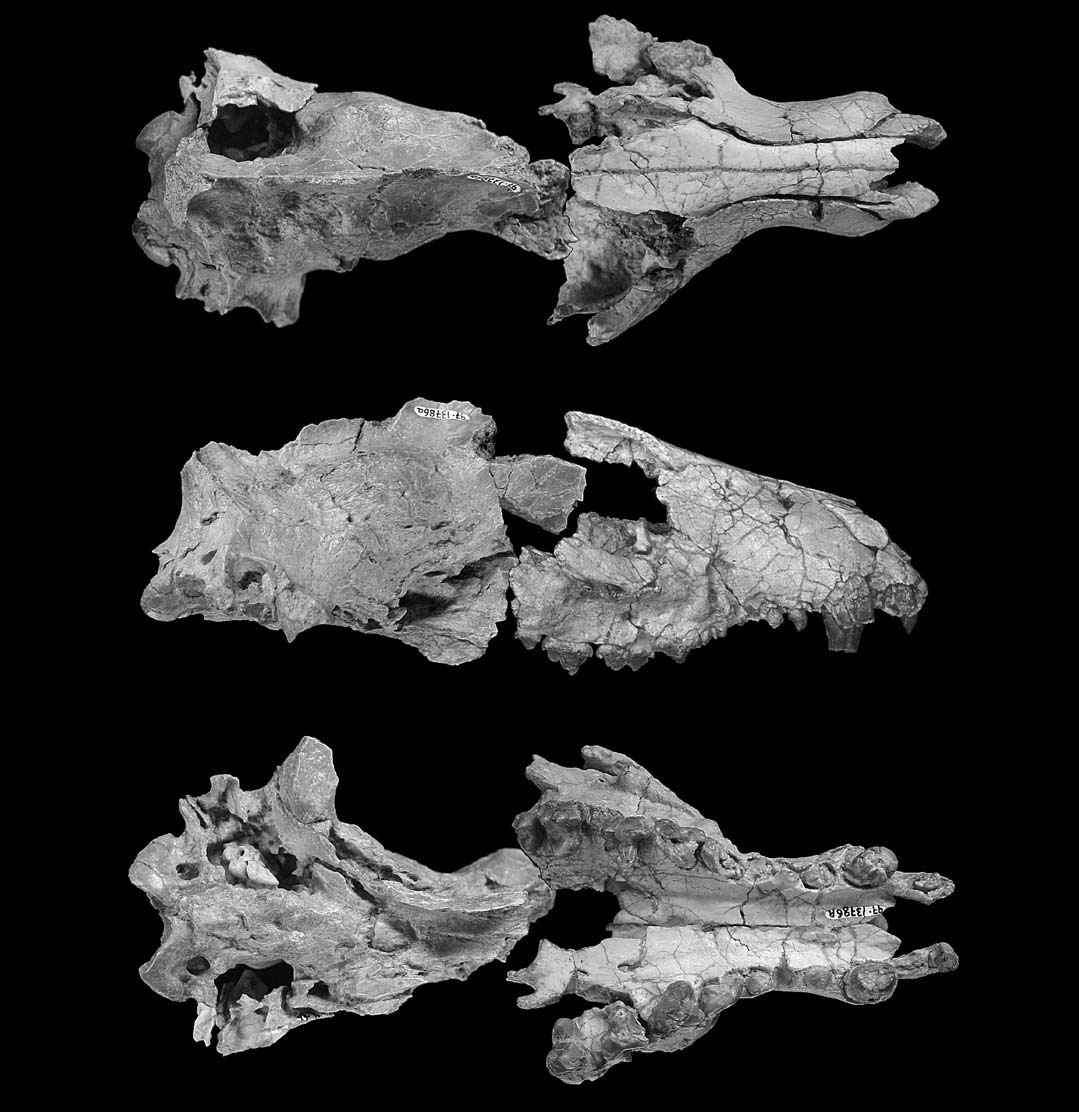
Trois vues différentes d'un crâne de Dissacus zanabazari du Paléocène de Mongolie.

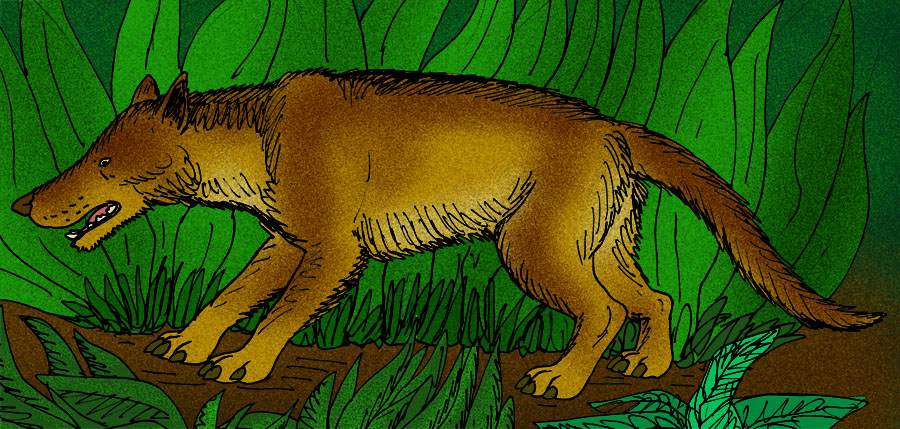
Dessin de Jiangxia chaotoensis du Paléocène de Chine.

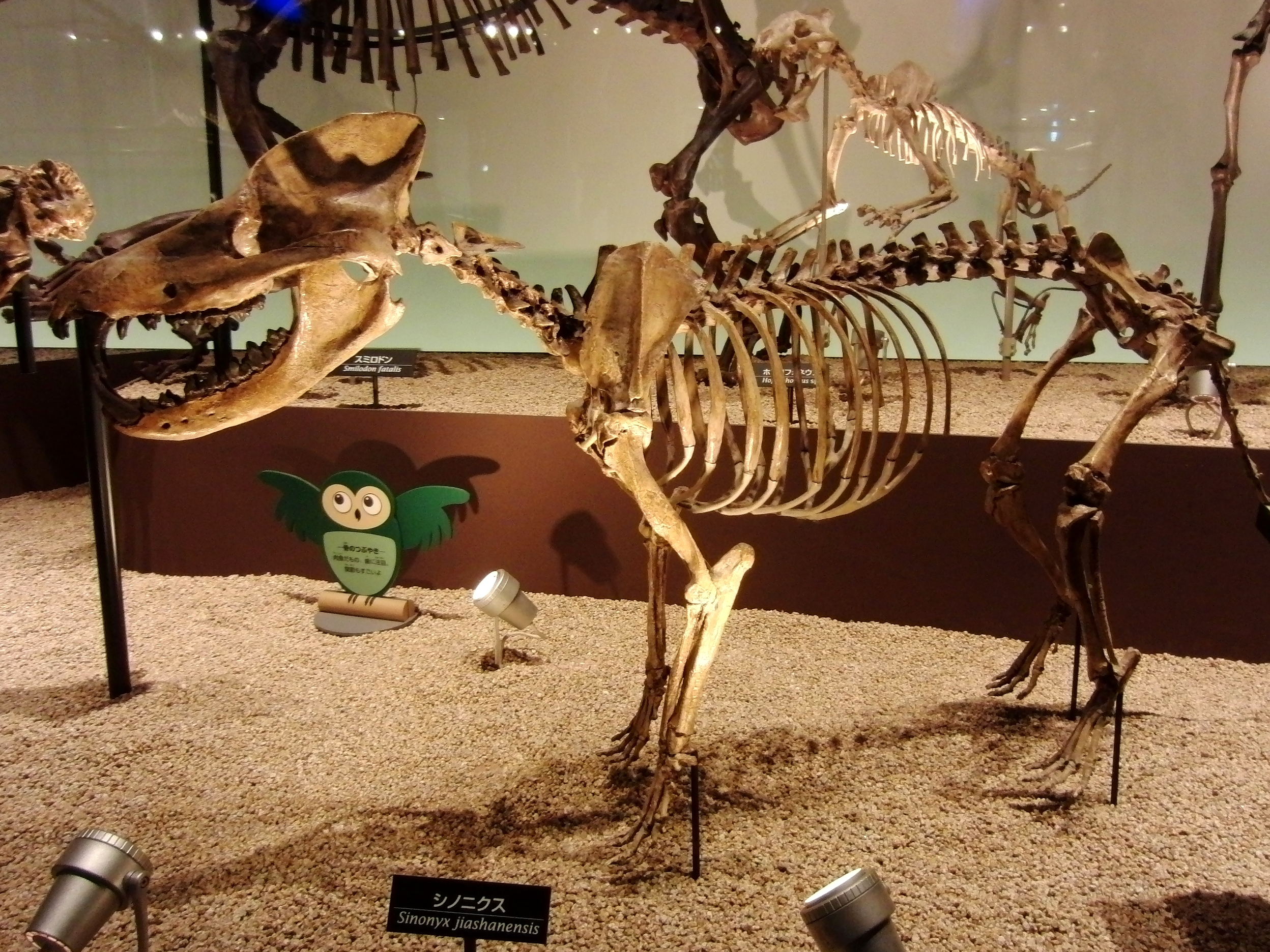
Squelette de Sinonyx jiashanensis au Musée national de la nature et des sciences de Tokyo, Japon.

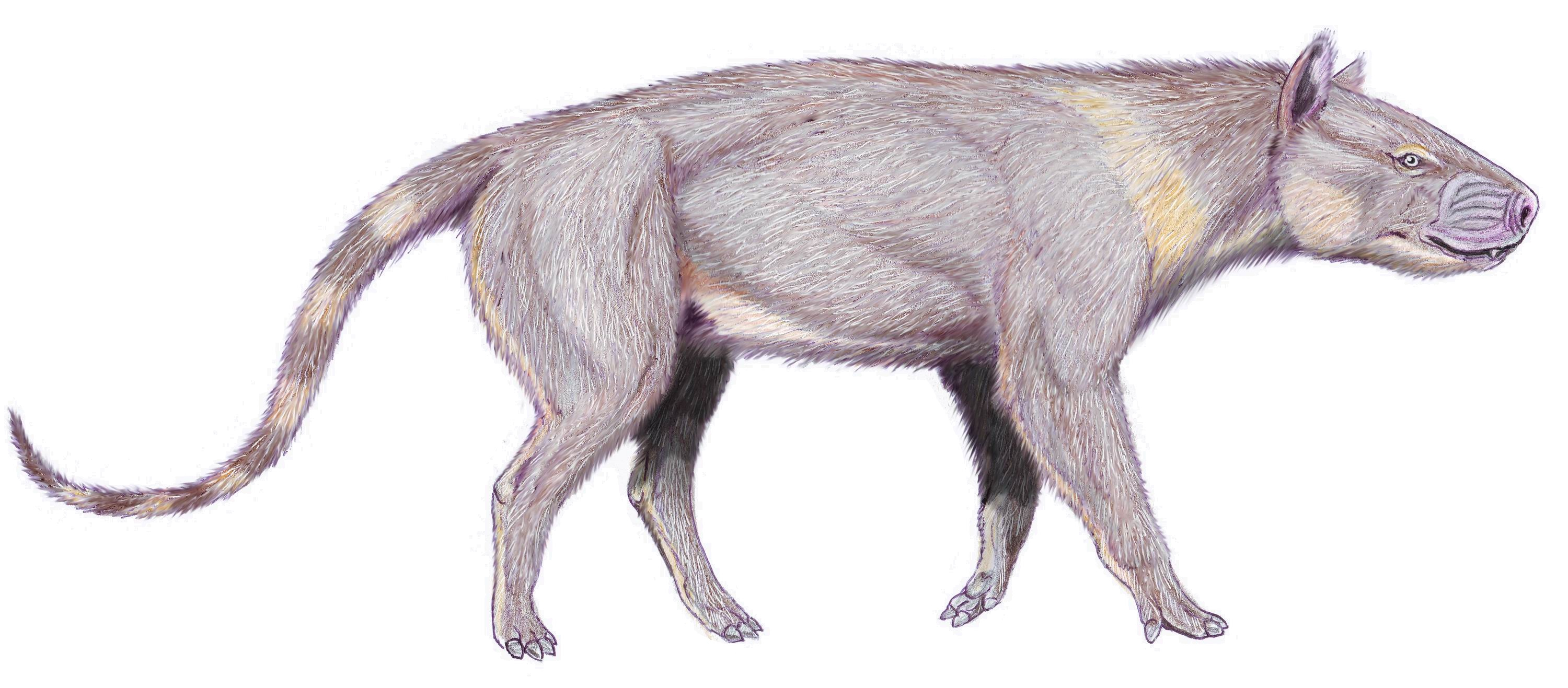
Dessin d'un mésonychidé :
Synoplotherium vorax.

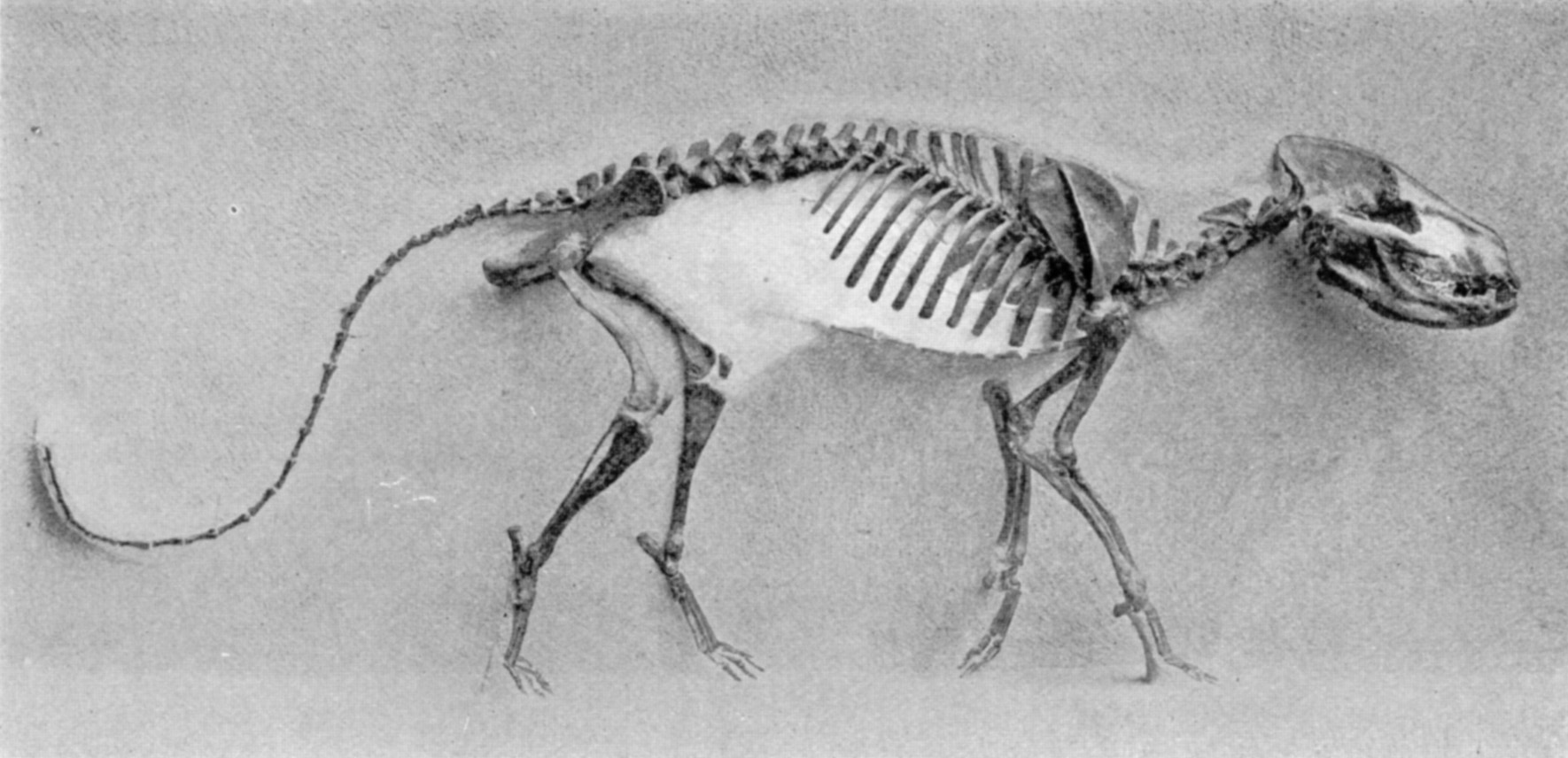
Squelette de Synoplotherium vorax à Yale.

- † Ankalagon
  - † A. saurognathus
- † Dissacus
  - † D. argenteus
  - † D. blayaci
  - † D. bohaiensis
  - † D. europaeus
  - † D. filholi
  - † D. indigenus
  - † D. magushanensis
  - † D. navajovius
  - † D. praenuntius
  - † D. progressus
  - † D. raslanloubatieri
  - † D. rougierae
  - † D. rotundus
  - † D. serior
  - † D. serratus
  - † D. shanghoensis
  - † D. willwoodensis
  - † D. zanabazari
  - † D. zengi
- † Guilestes
  - † G. acares
- † Harpagolestes
  - † H. immanis
  - † H. koreanicus
  - † H. orientalis
- † Hessolestes
  - † H. ultimus
- † Hukoutherium
  - † H. ambigum
  - † H. shimemensis
- † Jiangxia
  - † J. chaotoensis
- † Mesonyx
  - † M. nuhetingensis
  - † M. obtusidens
  - † M. uintensis
  - † M. uqbulakensis
- † Mongolestes
  - † M. hadrodens
  - † M. huangheensis
- † Mongolonyx
  - † M. dolichognathus
  - † M. robustus
- † Pachyaena
  - † P. gigantea
  - † P. intermedia
  - † P. ossifraga
  - † P. gracilis
- † Sinonyx
  - † S. jiashanensis
- † Synoplotherium
  - † S. vorax
- † Yantanglestes
  - † Y. conexus
  - † Y. datangensis
  - † Y. feiganensis
  - † Y. rotundus

## Origines
Les mésonychidés sont probablement apparus en Asie, où le premier genre connu, Yangtanglestes, a été découvert en Chine au Paléocène inférieur. Ils se sont ensuite dispersés en Europe et en Amérique du Nord au cours du Paléocène, en particulier avec le genre Dissacus qui montre une très large répartition géographique et est décrit par de très nombreuses espèces.
Après avoir fortement déclinés à la fin de l'Éocène, ils ont entièrement disparu lorsque le dernier genre connu, Mongolestes, découvert en Chine, s'est éteint au cours de l'Oligocène inférieur. 

## Caractéristiques

### Taille
Le genre ubiquiste Dissacus, était un carnivore de la taille d'un chacal dont l'on trouve les fossiles dans tout l'hémisphère nord.
Le genre Ankalagon, qui a vécu du Paléocène inférieur au Paléocène moyen dans le Nouveau-Mexique, était beaucoup plus grand que lui, atteignant jusqu'à la taille d'un ours. Un autre genre, Pachyaena, a pénétré en Amérique du Nord au cours de l'Éocène inférieur et y a évolué avec des espèces encore plus grandes qui dépassaient Ankalagon en taille. Une de ses espèces, Pachyaena gigantea, pouvait atteindre une masse de  130 à 400 kilos. Les mésonychidés en Amérique du Nord ont été de loin les plus grands mammifères prédateurs du Paléocène inférieur jusqu'au milieu de l'Éocène.

### Anatomie
Ces « loups à sabots » constituaient probablement un des groupes de carnivores les plus importants (même s'il se peut qu'ils n'aient été que des charognards) dans les derniers écosystèmes du Paléocène et de l'Éocène en Europe (qui était à l'époque un archipel), en Asie (alors un continent isolé) et en Amérique du Nord. Leur dentition se composait de molaires modifiées pour opérer un cisaillement vertical, de molaires inférieures minces et semblables à des épées, et de dents acérées évoquant des carnassières, mais non homologues des dents carnassières actuelles. Les molaires, comprimées sur le côté et souvent peu coupantes, servaient probablement à déchirer la viande ou broyer les os.

## Phylogénie et relations dans le cadre de l'évolution

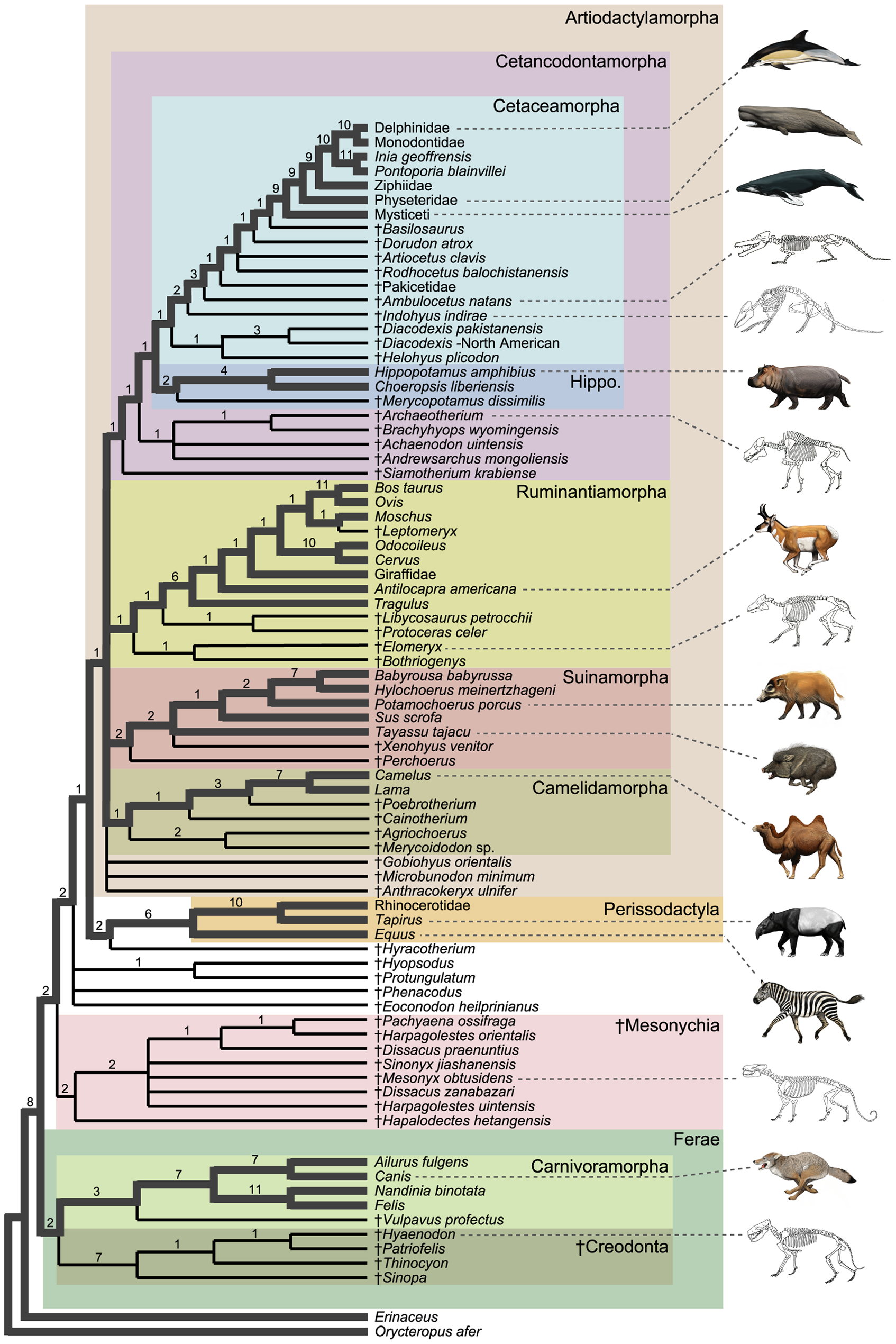
Cladogramme montrant la position phylogénétique des Mesonychia et de ses principales espèces parmi les artiodactyles
D'après Michelle Spaulding en 2009.